# Coming from Reality
Coming from Reality è il secondo album di Sixto Rodriguez, e l'ultimo in studio. Venne pubblicato nel 1971 dalla Sussex Records e ristampato nel 2009 su CD dalla Light in the Attic Records.

## Tracce
Testi e musiche di Sixto Rodriguez.
1. Climb Up On My Music
2. A Most Disgusting Song
3. I Think Of You
4. Heikki's Suburbia Bus Tour
5. Silver Words?
6. Sandrevan Lullaby - Lifestyles
7. To Whom It May Concern
8. It Started Out So Nice
9. Halfway Up The Stairs
10. Cause
11. Can't Get Away (Bonus track)
12. Street Boy (Bonus track)
13. I'll Slip Away (Bonus track)

Durata totale: 0:00

## Formazione
- Sixto Rodriguez - voce, chitarra acustica
- Chris Spedding - chitarra solista
- Gary Taylor - basso elettrico
- Andrew Steele - batteria
- Phil Dennys - "chiavi"
- Jimmy Horowitz - violino
- Musicisti non accreditati - archi e altri strumenti

### Arrangiamento
Phild Dennys ha arrangiato le canzoni I Think Of You, Silver Words?, To Whom It May Concern e Halfway Up The Stairs; Jimmy Horowitz ha arrangiato Sandrevan Lullabay - Lifestyles, It Started Out So Nice e Cause.